# Goldhauben-Schmuckkolibri
Der Goldhauben-Schmuckkolibri (Heliactin bilophus) oder Sonnenstrahlelfe ist ein Vogel aus der Familie der Kolibris (Trochilidae) und die einzige Art der somit monotypischen Gattung der Sonnenstrahlkolibris (Heliactin). Die Art hat ein großes Verbreitungsgebiet, das etwa 2.500.000 Quadratkilometer in den südamerikanischen Ländern Suriname, Brasilien und Bolivien umfasst. Der Bestand wurde 2012–2016 von der IUCN als „nicht gefährdet“ (least concern) eingestuft.

## Merkmale

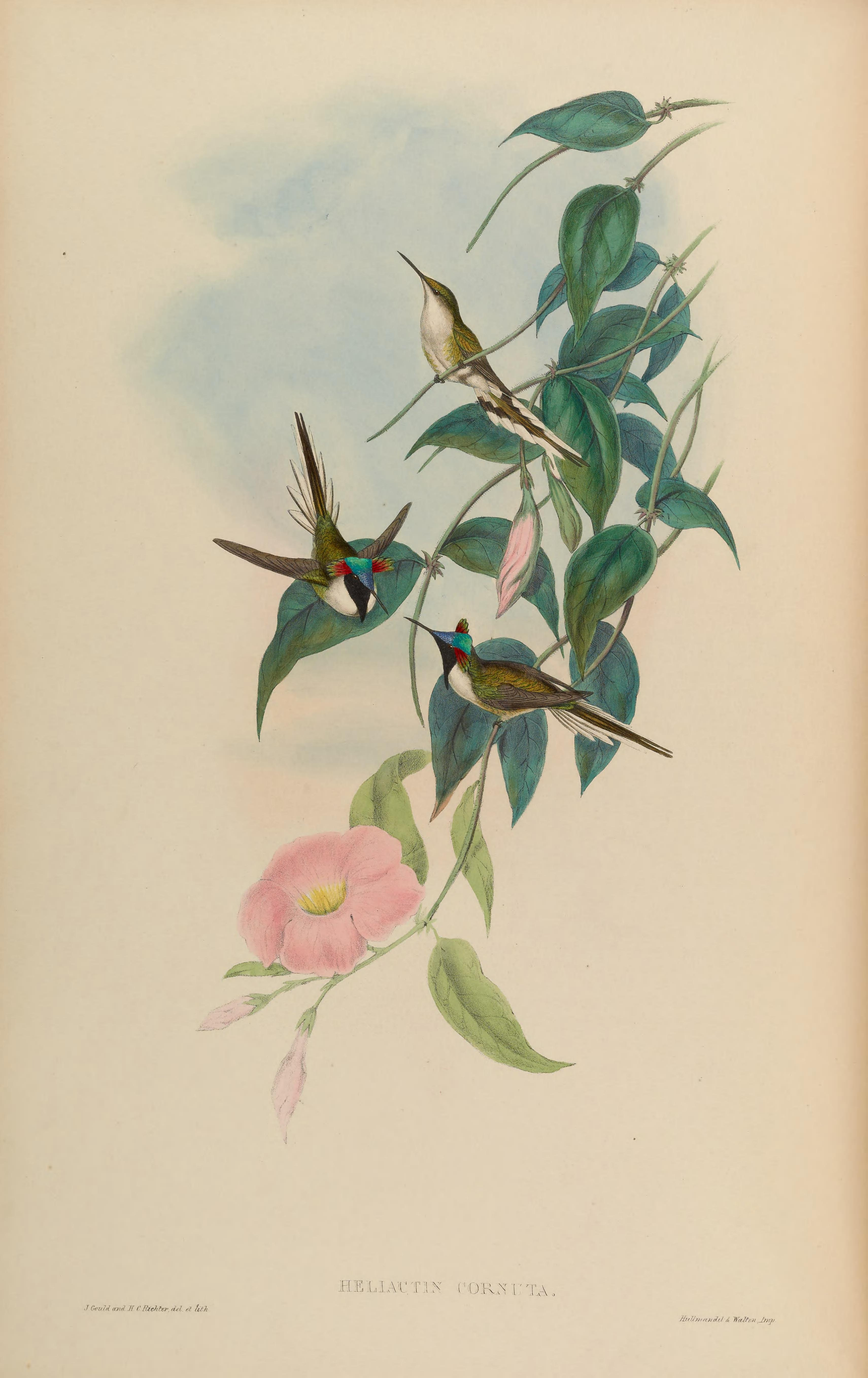
Abbildung des Goldhauben-Schmuckkolibris in „A monograph of the Trochilidae, or family of humming-birds“ von John Gould

Der männliche Goldhauben-Schmuckkolibri hat auf jeder Seite seines Kopfes rote, blaue und goldene Federbüschel. Der Rücken ist changierend grün. Die schwarze Kehle und Brust gehen Richtung Bauch ins Weiß über. Der Schwanz ist lang und spitz. Das Weibchen ähnelt dem Männchen. Einzig das markante bunte Farbmuster am Kopf fehlt beim Weibchen. Stattdessen ist der Kopf farblich wie der Rücken.

## Habitat
Der Goldhauben-Schmuckkolibri bevorzugt trockenes Klima und halboffenes Habitat wie Waldränder und Weideland. So findet man ihn oft in für Brasilien typischen Cerrado-Savannen.

## Verhalten
Die übliche Nahrung besteht aus Nektar und kleineren Insekten. Mit bis zu 90 Flügelschlägen pro Sekunde wird der Vogel im Guinness-Buch der Rekorde als der Vogel mit der höchsten Flügelschlagzahl pro Sekunde, erwähnt.

## Unterarten
Es sind bisher keine Unterarten des Goldhauben-Schmuckkolibris bekannt. Heliactin bilopha wurde nach den Internationalen Regeln für die Zoologische Nomenklatur in Heliactin bilophus umbenannt.

## Verbreitung

Verbreitungsgebiet des Goldhauben-Schmuckkolibris (grün)

Man findet den Goldhauben-Schmuckkolibri vom extremen Süden Surinames über das nördliche Zentralbrasilien bis ins nördliche Bolivien und den Osten Zentralbrasiliens. Sein Vorkommen erstreckt sich über die Bundesstaaten Amapá, von Maranhão bis Alagoas, südliches Bahia nach São Paulo sowie im Westen von Mato Grosso. Selten wurde er in Rondônia beobachtet. Es gibt Berichte, dass er außerdem im Westen Brasiliens in Acre vorkommt. Im Osten Boliviens ist er im Departamento Santa Cruz präsent.

## Etymologie und Forschungsgeschichte
Lange wurde für den Goldhauben-Schmuckkolibri der wissenschaftliche Name Heliactin cornuta (Wied-Neuwied, 1821) verwendet, der heute nur noch als Synonym gilt. Coenraad Jacob Temminck beschrieb die Art unter dem Namen Trochilus bilophus.  Als Fundort des Typusexemplars nannte er Brasilien. Erst später wurde er der 1831 von Friedrich Boie neu eingeführten Gattung Heliactin zugeschlagen.  Dieser Name leitet sich von den griechischen Wörtern ἥλιος hēlios für „Sonne“ und ἀκτίς (ἀκτῑ́ν), ἀκτῖνος aktī́s (aktī́n), aktînos für „Strahl, Sonnenstrahl“ ab. Das Artepitheton bilophus ist ein Gebilde aus dem lateinischen bi- für „zwei-, doppelt-“ und dem griechischen λόφος lóphos für „Helmbusch, (Hahnen-)Kamm“. Cornuta leitet sich vom lateinischen cornutus, cornu für „gehörnt, Horn“ ab.